# Atarba patens
Atarba patens är en tvåvingeart som först beskrevs av Alexander 1940. Atarba patens ingår i släktet Atarba och familjen småharkrankar.
Artens utbredningsområde är Panama. Inga underarter finns listade i Catalogue of Life.